# Hôtel Pont Royal
L'hôtel Pont Royal est un hôtel cinq étoiles parisien de luxe situé aux 5-7, rue de Montalembert dans le 7e arrondissement de Paris. Il est notamment célèbre pour son ancien bar du même nom, au sous-sol de l'établissement, qui accueille depuis plus de cinquante ans les rencontres discrètes des éditeurs et des écrivains du quartier, ainsi que les conciliabules des élites politiques et administratives des trois dernières républiques.

## Bar

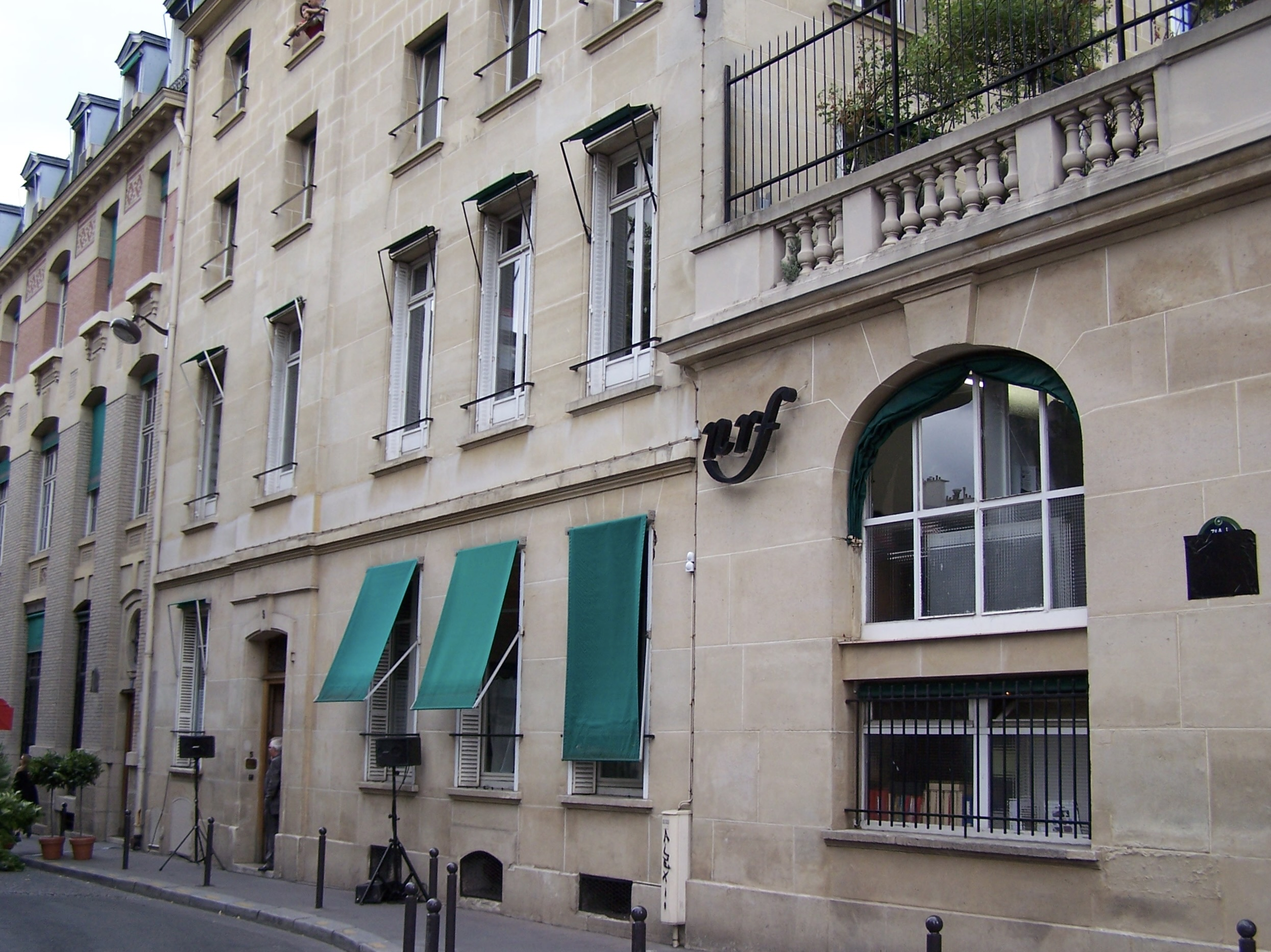
Les éditions Gallimard, no 5, rue Sébastien-Bottin (renommée en 2011, rue Gaston-Gallimard).

En 1928, Gaston Gallimard acquit l'immeuble sis au no 5, rue Sébastien-Bottin, dans le 7e arrondissement de Paris, pour le siège de sa maison d'édition. L'hôtel Pont Royal est situé à deux pas, à seulement 70 mètres des Éditions Gallimard. Le bar de l'hôtel, au sous-sol, devint donc quasiment bar officiel de Gallimard et fonctionna en tant qu'annexe. Il commença tout de suite à accueillir les personnages les plus importants de l'époque dans les domaines culturels, ainsi que les écrivains américains célèbres.

## Clients

### Éditeurs
- Gaston Gallimard[a 1] (1881 - 1975)
- Léon Pierre-Quint[3] (1895 - 1958)

### Écrivains, philosophes
- André Gide[a 1] (1869 - 1951)
- Léon Werth[a 1] (1878 - 1955)
- Henry Miller[c 1] (1891 - 1980)
- F. Scott Fitzgerald[4] (1896 - 1940)
- Ernest Hemingway[c 1] (1899 - 1961)
- Antoine de Saint-Exupéry[d 1] (1900 - 1944)
- Consuelo de Saint-Exupéry[d 1] (1901 - 1979)
- André Malraux[3],[a 1] (1901 - 1976)
- Jean-Paul Sartre[b 1] (1905 - 1980)
- Simone de Beauvoir[b 1] (1908 - 1986)
- Albert Camus[b 1] (1913 - 1960)
- Marguerite Duras[5] (1914 - 1996)
- Boris Vian[b 1],[6] (1920 - 1959)
- Françoise Sagan[6] (1935 - 2004)

### Musiciens
- Juliette Greco[5] (1927 - 2020)

### Peintres
- Kees van Dongen[a 1] (1877 - 1968)
- André Derain[a 1] (1880 - 1954)
- Marc Chagall[c 1] (1887 - 1985)
- Joan Miró[c 1] (1893 - 1983)
- Bernard Buffet[4] (1928 - 1999)

### Personnalités politiques
- Miguel Primo de Rivera (1870-1930) y meurt le 16 mars 1930[7].

## Demeure du couple de Saint-Exupéry

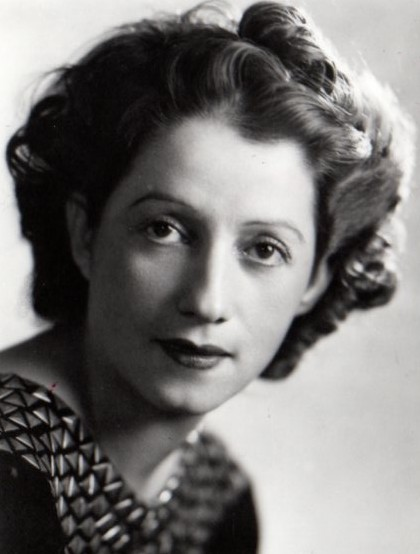
Consuelo de Saint-Exupéry.

Avant de quitter la France, Antoine de Saint-Exupéry habitait Paris, avec son épouse Consuelo, dans dix établissements parisiens dont trois hôtels. Parmi ces derniers, le petit hôtel où ils s'étaient installés dans les années 1920 disparut. Il s'agissait de l'hôtel Pont Royal, que le couple choisit en 1935 après le succès de cet écrivain, et jusqu'à ce que soit achevé leur déplacement dans l'hôtel Lutetia l'année suivante. À la fin du mois de décembre, le pilote partit de cet hôtel, afin de battre le record détenu par André Japy, donc de gagner un chèque de cinquante mille francs.

« Pour une fois, il ne s'agit pas de fêter l'un des innombrables prix littéraires reçus par la maison Gallimard, qui voisine à cinquante mètres et dont les auteurs comme les éditeurs se retrouvent rituellement ici, dans les fauteuils en cuir du bar sis au sous-sol. On est là pour attendre. Gide, Malraux, l'écrivain Léon Werth, les peintres Derain, Van Dongen, les frères Kessel, Gaston Gallimard, une nuée de journalistes… tous entourent une petite femme brune aux yeux noirs qui, depuis trois nuits, espère des nouvelles de son mari. »

— Dan Franck, Libertad !, p.106, Le bar du Pont-Royal
Pendant quelques mois après la Seconde Guerre mondiale, la jeune Juliette Gréco aussi habita dans cet établissement avec sa sœur aînée Charlotte, nommée secrétaire personnelle du général des forces d’occupation en Allemagne  ,.

## Restauration gastronomique par Joël Robuchon
Si l'établissement manque de restaurant, la qualité de la restauration de l'hôtel est assurée, depuis 2003, par l'Atelier de Joël Robuchon Saint-Germain situé dans le même domaine. Le restaurant de nouveau style obtint d'abord une étoile du guide Michelin rouge, puis de nos jours, conserve ses deux étoiles. Grâce à cette collaboration, auprès du Pont Royal, le service d'étages, la restauration dans le bar Signature  et le petit-déjeuner sont préparés par cet atelier.